# Phomopsis oncostoma
Phomopsis oncostoma är en svampart som först beskrevs av Felix von Thümen, och fick sitt nu gällande namn av Franz Xaver von Höhnel 1906. Phomopsis oncostoma ingår i släktet Phomopsis och familjen Diaporthaceae.   Inga underarter finns listade i Catalogue of Life.